# Delphinium glaucum
Delphinium glaucum är en ranunkelväxtart som beskrevs av S. Wats.. Delphinium glaucum ingår i släktet storriddarsporrar, och familjen ranunkelväxter. Inga underarter finns listade i Catalogue of Life.

## Bildgalleri

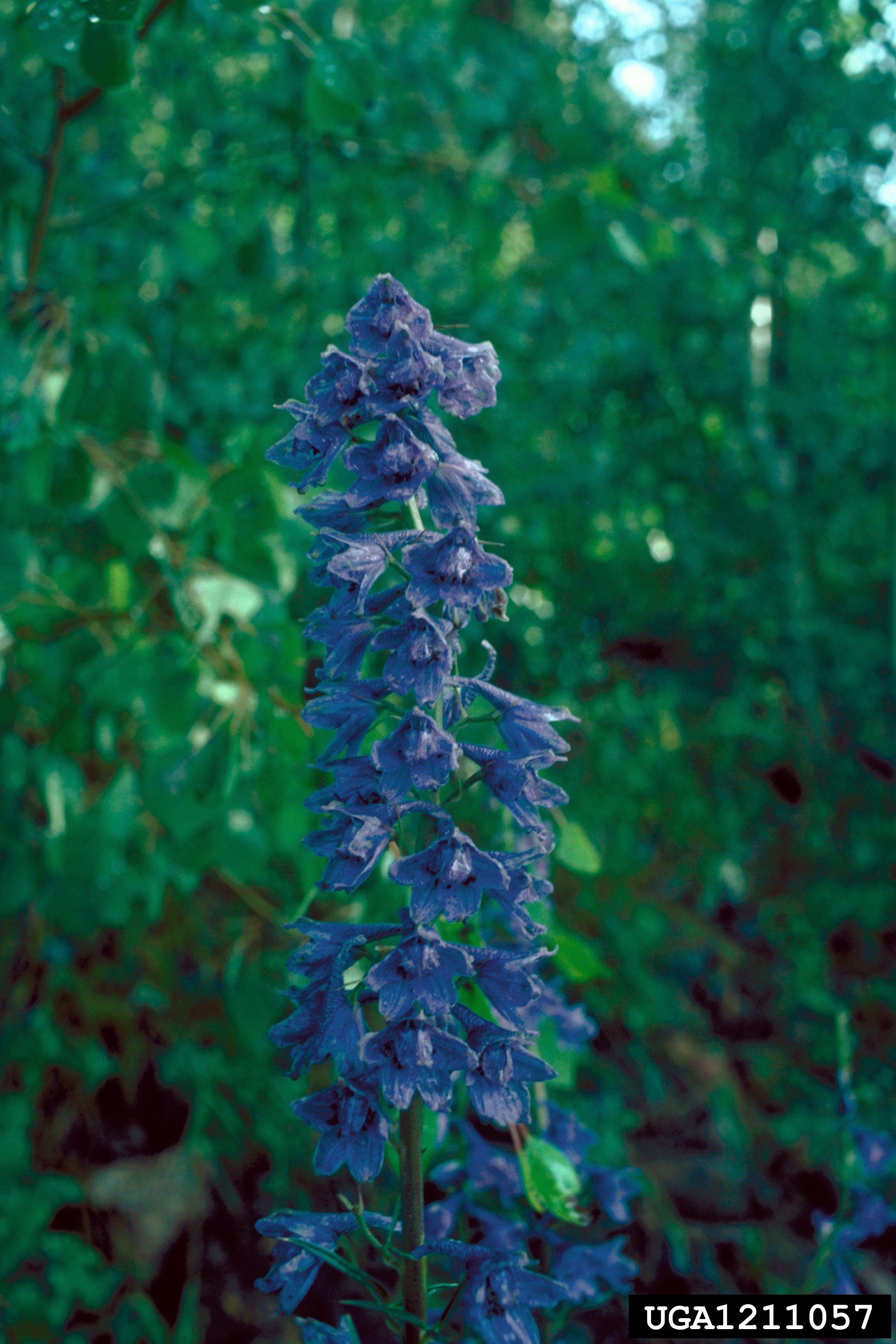
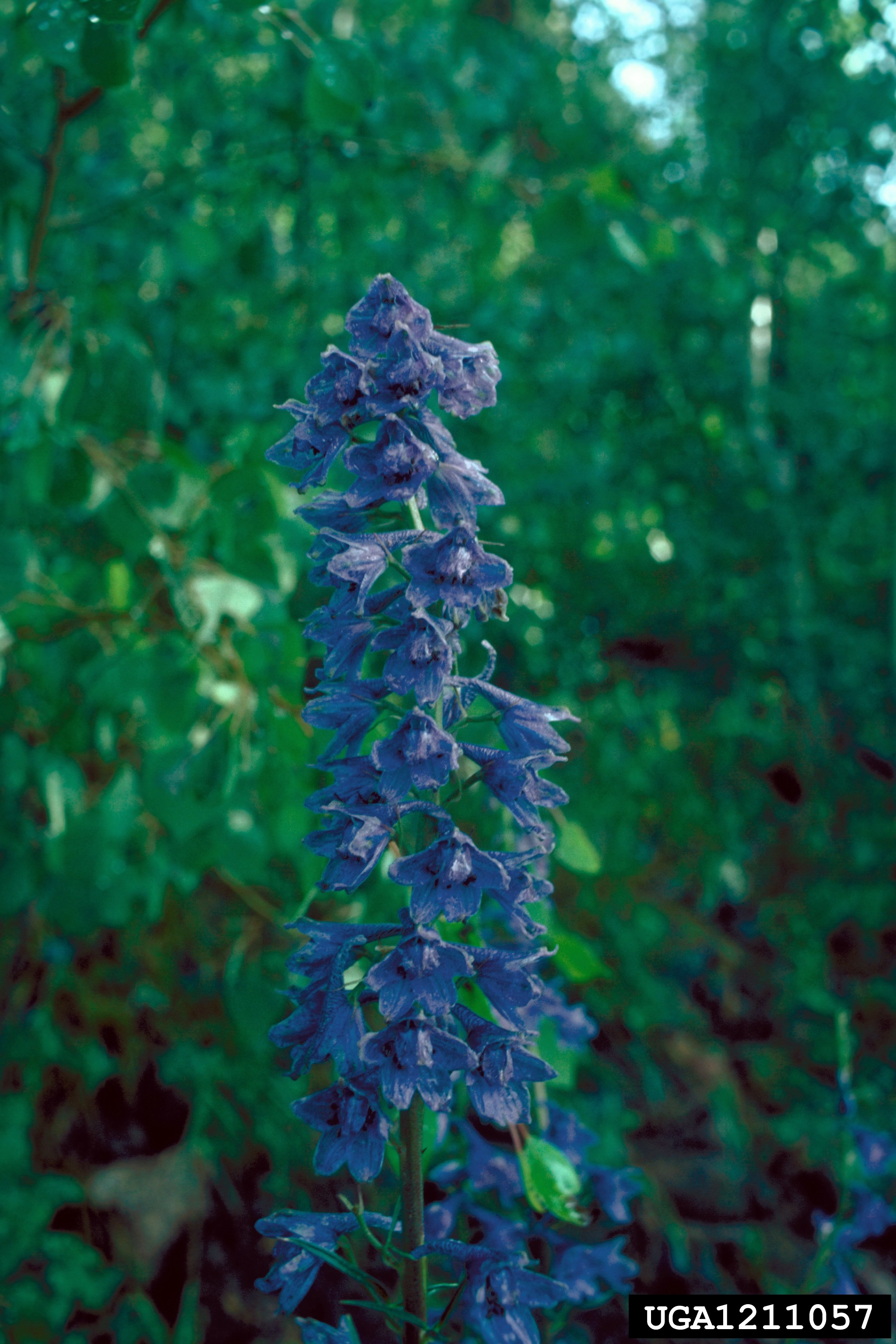
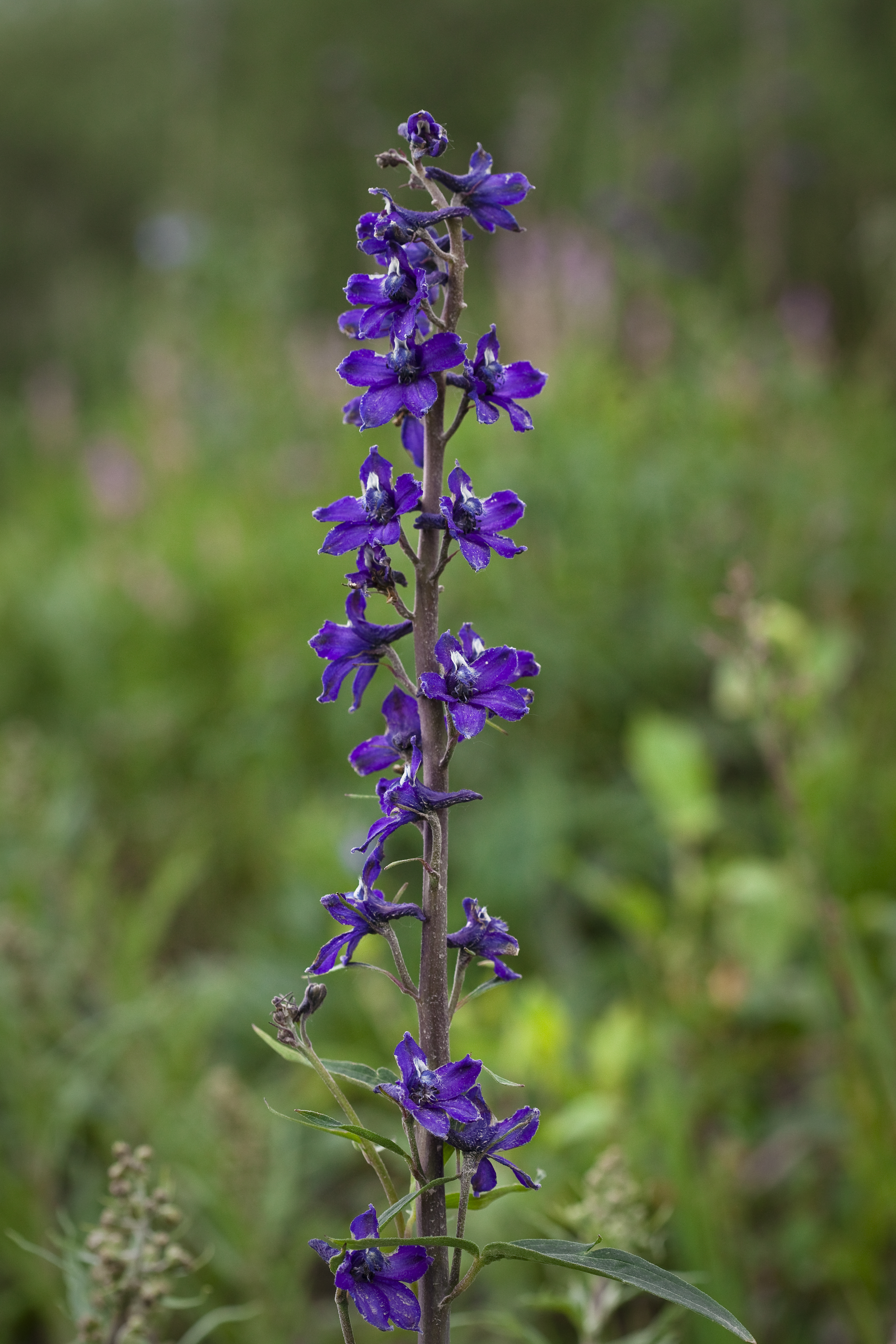
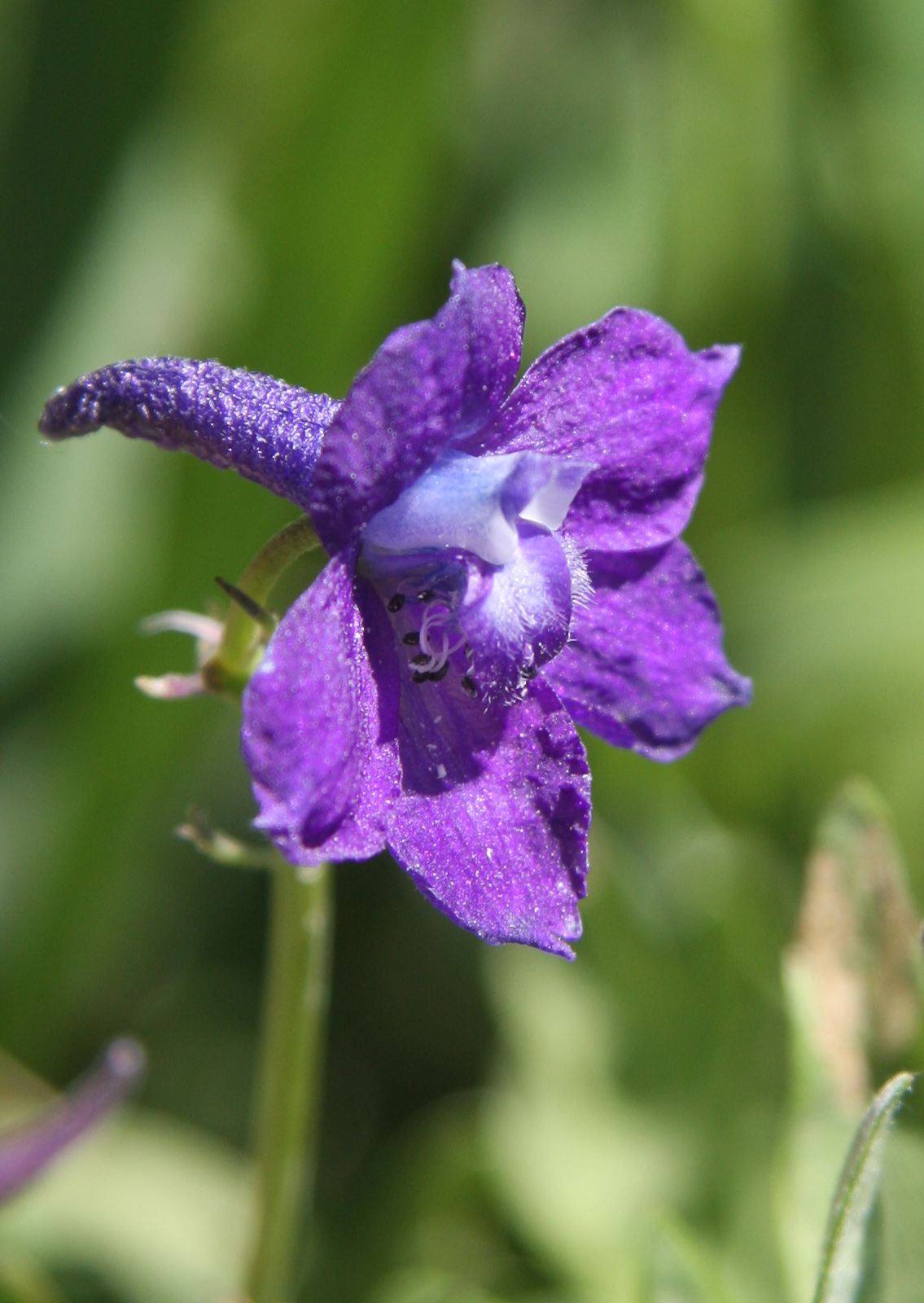
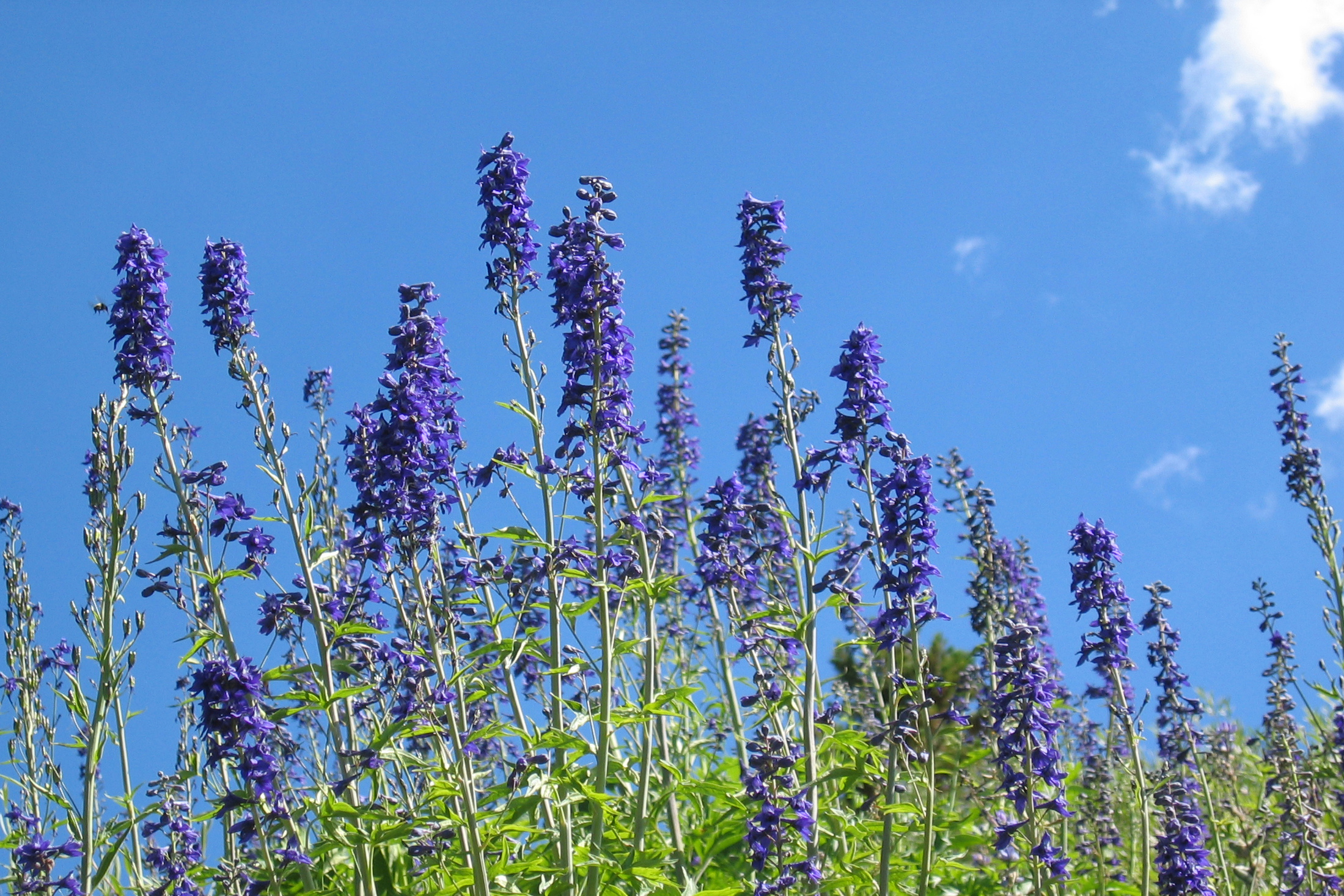
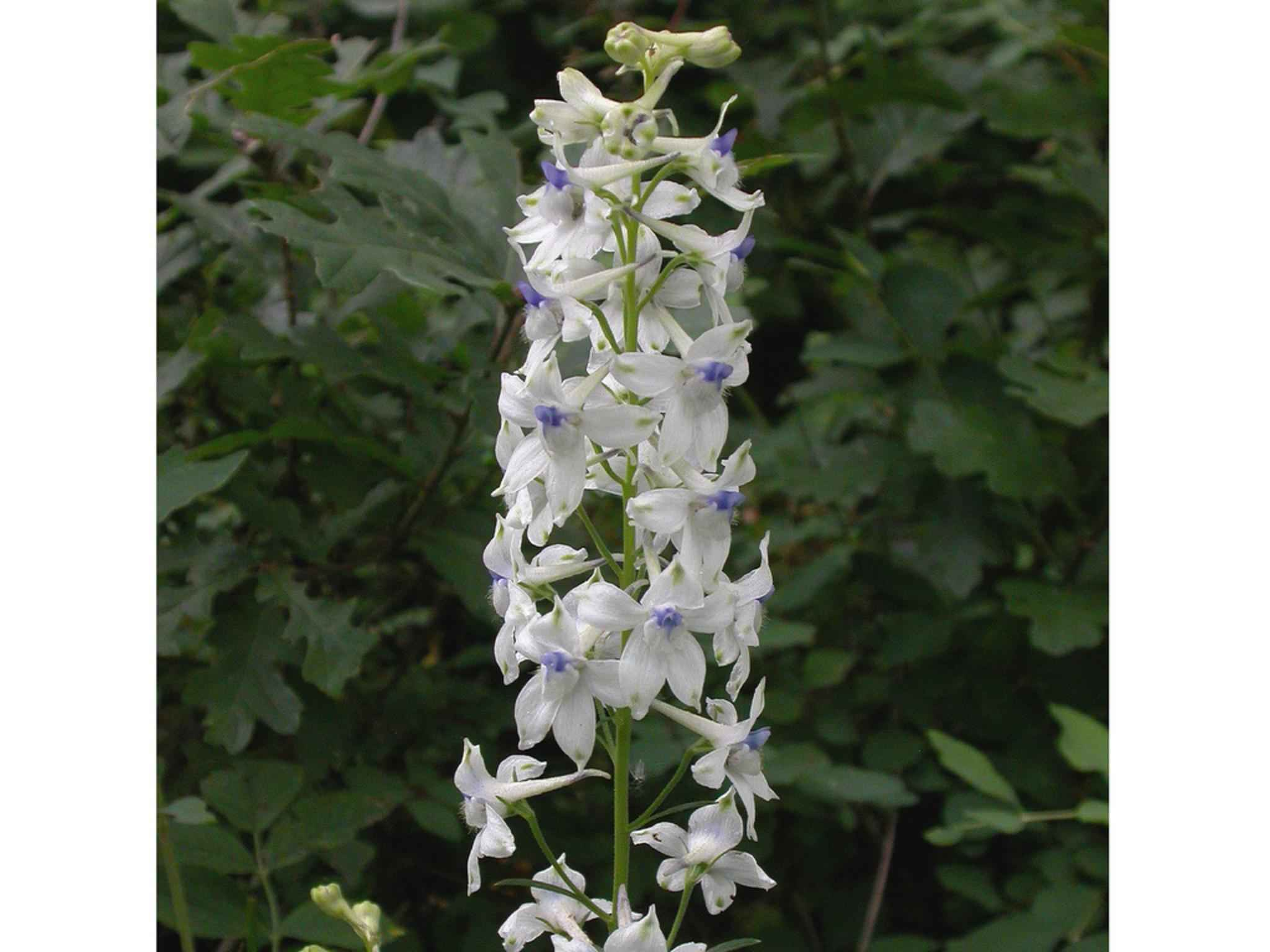